# リリス (ブランド)
リリス (LiLiTH、LILITH) は、大阪市中央区安堂寺町2-3-5 第18松屋ビル8Fに本社を置く株式会社スロアストンが運営する、2003年に設立されたアダルトゲームブランド。

## 概要
基本的にロープライス作品のみを取り扱う（商品価格帯は、ダウンロード版で3,000円程度、パッケージ版で4,000円程度）。「企業同人」の一つとしても認知されている。
インターネットを介したダウンロード版と一般流通のパッケージ版との二種類の形態で商品をリリースしており、発売はダウンロード版が1週間ほど先行した後、パッケージ版が発売されている。基本的には5つのレーベルから各タイトル作品はリリースされる。シリーズ作品の新作続編や、番外編または総集編などの場合、ブランド内の各レーベル間で横断的に展開されるのも特徴といえる。
1. LiLiTH[2]（リリス）
2. BLACK LiLiTH[2]（ブラックリリス）
3. ANIME LiLiTH[2]（アニメリリス）
4. LiLiTH MIST[2]（リリスミスト）
5. LO-LILITH[2]（りとるなおんなのこ）

DVDプレイヤーズゲームに関しては、2013年8月より自社ブランドの「Playing DVD LiLiTH」レーベルで取り扱いを開始した（初回作品は『鋼殻のアイ 潜在意識へのメス豚刻印 Playing DVD』および『Tentacle and Witches Playing DVD』の同時リリース）。また、一部の作品が株式会社アクラスの「アイチェリー」および「プチチェリー」より発売されている。
関連レーベルとして、自社の作品を原作とした映像化作品を制作・販売する「Pixy」（アダルトアニメ）、「ZIZ」（アダルトアニメ・アダルトビデオ）が存在する。
各販売店・ダウンロード販売サイトにおいては、サブレーベル毎に細分化して取り扱われている場合と、すべて「LILITH」として一括で取り扱われている場合とがある。また、映像化レーベルと併せて「LILITH - PIXY」ないし「LILITH - PIXY - ZIZ」として取り扱われている場合がある。

## LiLiTH
コメディ的な要素も含んだ恋愛物など明るめの雰囲気の作品を主に取り扱うレーベル。同系列別レーベルの「ブラックリリス」に対して「白リリス」と称される場合もある。
過去に各レーベルから発売された作品のイベントシーンの抜粋した『リリスベストセレクション』シリーズや、人気作品の番外編や外伝をオムニバス収録する『LILITH-IZM』シリーズも、基本的にこのレーベルでの扱いである（作風の異なる『IZM06』および『IZM08』は別レーベル）。
同系列の「Pixy」レーベルにて『姉☆孕みっくす』、『孕ませて青龍君!』がアニメ化されている。

### LiLiTHの作品一覧
（日付：）
- 2003年8月14日[8] - アプリコット邸物語 〜笑顔を忘れた仔猫〜
- 2003年11月1日[9] - ラブラブHメイド
- 2004年3月22日 - そとぬれ 〜はるかの露出エッチDAYS〜
- 2004年6月19日 - おしかけ魔法少女ユイ
- 2004年7月23日 - 聖マリエス学園 〜イカせて!お姉さま〜
- 2005年1月14日 - 2004リリスベストセレクション
- 2005年2月19日 - 姉☆孕みっくす 〜姉&死神お姉さんと一週間〜
- 2005年5月25日 - 奴隷な彼女
- 2005年6月24日 - ぼくの人妻お姉さん 〜Mな人妻×Sな未亡人〜
- 2005年7月8日 - 2005上半期リリスベストセレクションwith女子寮えっち♪	 - （制作が中止された「女子寮えっち♪ 〜×××しますから寮費ください!〜」を再編集して収録）
- 2005年8月19日 - 栄養補給メイド サプリたん
- 2005年9月23日 - LOVE☆でゅーす! 〜姉×お嬢様の誘惑テニス合宿〜
- 2005年11月25日 - 先生は女王様
- 2005年12月22日 - 姉☆孕みっくす2
- 2006年2月17日 - 2005下半期リリスベストセレクション
- 2006年4月22日 - 奴隷な彼女2
- 2006年7月21日 - 2006上半期リリスベストセレクション
- 2006年8月18日 - ネコノヒメ
- 2006年11月24日 - 堕とせ! 人妻女神さま
- 2007年1月19日 - 2006下半期リリスベストセレクション
- 2007年6月22日 - 先生を調教しよう!
- 2007年12月7日 - 新妻×新妻×新妻!? 〜私が妻ですっ!〜
- 2008年1月11日 - LILITH-IZM01 〜フェラ編〜
- 2008年7月25日 - 彷徨う淫らなルナティクス 〜月の姫お伽草子〜 - ビジュアル小説
- 2007年12月21日 - お祓いお姉さん! 〜弟を誘惑しなさいっ〜
- 2008年3月7日 - 処女のシモベくん♪
- 2008年8月22日 - LILITH-IZM02 〜中出し/孕ませ編〜
- 2008年9月27日 - 孕ませて青龍君! 〜仁義なき女の闘い〜
- 2008年12月5日 - 人妻をえっちで口説く方法
- 2008年12月22日 - LILITH-IZM03 〜IFストーリー編〜
- 2009年3月27日 - お姉さん☆孕みっくす
- 2009年5月15日 - とらぶるHOME! 〜義理の母と妹は恋敵〜
- 2009年9月25日 - クルースニク 〜催淫に悶える吸血鬼ハンター〜
- 2010年1月22日 - LILITH-IZM04 〜褐色編〜
- 2010年6月25日 - 先生を孕ませよう! 〜ひよこの呪いで透明化する俺!?〜
- 2010年8月20日 - ポヨポヨおっぱいさま〜
- 2010年9月24日 - LILITH-IZM05 〜大量射精編〜
- 2010年10月22日 - 姫神さまが両親を人質に孕ませろと以下略。
- 2011年1月21日 - 発情エクソシスト! 〜祓うと発情するお嬢様に仕えてます。〜
- 2011年7月22日 - LILITH-IZM07 〜俺のペット編〜
- 2011年8月19日 - 影のセクハリスト 〜孕ませ王位継承騒動〜
- 2012年3月23日 - 褐色アナメイト 〜桃尻っ娘を堕とせ♪〜
- 2012年6月22日 - 水着のシモベくん♪ 〜処女に襲われる海の家〜
- 2013年3月22日 - 魔降ル夜ノ凜
- 2013年7月20日 - 受精してよ千鶴さん! 人妻と恋するひと夏
- 2014年5月23日 - 奴隷な彼女 PREMIUM BOX
- 2014年7月1日[10] - 対魔忍アサギ 決戦アリーナ - （ソーシャルゲーム）
- 2014年8月29日 - 姫騎士シャロンと異世界の勇者
- 2015年11月20日 - 君の魔名はリナ・ウィッチ - （2016年11月25日アニメ化発売）
- 2020年5月29日 - 魔降ル夜ノ凜 Animation
- 2023年6月23日 - 先生を孕ませよう! Animation ～ひよこの呪いで透明化する俺!?～[11]
- 2023年11月17日 - 反抗的なヤンキー少女との絶対主従関係
- 2024年10月25日 - 愛妻家 ～妻を抱かせる夫の歪愛～

## BLACK LiLiTH
鬼畜系や触手ものなどアブノーマルな演出を含む作品を取り扱うレーベル。
同系列の「Pixy」レーベル系にて、『姫騎士リリア』、『特務捜査官レイ&風子』、『対魔忍アサギ』、『奴隷メイドプリンセス』、『装甲騎女イリス』、『戦乙女スヴィア』、『宇宙海賊サラ』、『魔法少女イスカ』などがアニメ化されている。また、同系列の「ZIZ」レーベル系にて、『鋼鉄の魔女アンネローゼ』および『対魔忍ユキカゼ』がアニメ化されている他、『対魔忍ユキカゼ』は実写化もされている。

### BLACK LiLiTHの作品一覧
（日付：）
- 2003年9月15日[1] - メイド惨劇館 ～メス犬輪姦～
- 2003年9月21日[13] - 続・メイド惨劇館 〜ザーメン鬼畜調教〜
- 2003年9月26日 - メイド惨劇館 総集編 - （パッケージ発売）
- 2003年10月11日 - 人妻奴隷喫茶
- 2003年11月26日[14] - 巫女姉妹 〜触手受精地獄〜
- 2003年12月18日 - 人妻奴隷喫茶2
- 2003年12月26日[15] - ぷちアイドル ちじょくのファン感謝デー
- 2004年2月19日 - 令嬢マリー 〜母子受胎晩餐会〜
- 2004年4月23日[16] - 巨乳人妻教師 〜恥辱の校内調教〜
- 2004年4月23日[17] - ぼくらの監禁診察室 〜姉妹とりかえっこ調教〜
- 2004年8月18日 - 恥辱病棟 〜堕ちた白衣の天使たち〜
- 2004年8月28日 - 姫騎士リリア 〜魔触の王城に堕つ〜
- 2004年9月24日[18] - 巨乳人妻教師 〜恥辱の校内調教〜 (ML) - （メディ倫対応版）
- 2004年10月8日[19] - メイド惨劇館 総集編 (ML) - （メディ倫対応版。ダウンロード発売）
- 2004年10月22日 - 凌辱ビデオ撮影
- 2004年11月19日[20] - ぼくらの監禁診察室 〜姉妹とりかえっこ調教〜 (ML) - （メディ倫対応版）
- 2004年11月26日 - SISTER 〜堕落の刻印〜
- 2004年12月20日[21] - 人妻奴隷喫茶バリューパック - （セット版[注釈 3]。パッケージ発売）
- 2004年12月20日 - 妖魔受胎 〜淫獄の退魔士〜
- 2004年12月28日 - 妖魔×人妻 カレンダー付き初回限定セット - （セット版[注釈 4]。パッケージ発売）
- 2005年1月21日 - 女教師 君島美沙
- 2005年3月26日 - 特務捜査官レイ&風子 受精街の家畜調教
- 2005年4月22日 - 裏接待調教課
- 2005年7月22日 - 奴隷メイドプリンセス
- 2005年10月21日 - 対魔忍アサギ
- 2006年1月13日[22] - 対魔忍アサギ外伝 カオス・アリーナ編
- 2006年1月27日 - 闇巫女
- 2006年3月24日 - 装甲騎女イリス
- 2006年4月21日 - 魔法神官リルジェ 〜刻まれる淫夢〜
- 2006年5月27日 - 催眠彼女
- 2006年9月22日 - 仮面の拷問士
- 2006年10月21日 - 対魔忍アサギ2 淫謀の東京キングダム
- 2006年12月22日 - 戦乙女スヴィア
- 2007年1月26日 - 人妻奴隷計画
- 2007年2月23日 - 僕ガ壊シタオ嬢サマ
- 2007年5月25日 - 奴隷志願サイト 〜人妻・翔子の記録〜
- 2007年8月24日 - 宇宙海賊サラ
- 2007年9月21日 - 魔女狩りの騎士 〜人格転移の檻〜
- 2008年5月23日 - 反逆のベレッタ 〜淫獄に堕散る戦士〜
- 2008年6月20日 - エルフ姫ニィーナ 〜受胎蹂躙〜
- 2008年10月24日 - 対魔忍ムラサキ 〜くノ一傀儡奴隷に堕つ〜
- 2009年1月23日 - 牢獄のミスリート 〜復讐の淫薬調教〜
- 2009年5月22日 - 魔王ト聖女 〜呪ワレシ淫辱ノ輪廻〜
- 2009年6月19日 - 魔法少女イスカ
- 2009年10月23日 - 触装!魔法少女ヒカル
- 2009年11月20日 - 冤罪の皇女アリア
- 2009年12月18日 - 魔法少女スバル
- 2010年3月26日 - 戦国魔姦
- 2010年4月23日 - 鋼鉄の魔女アンネローゼ
- 2010年11月26日 - 雷光の退魔師ナナホ 淫神復活
- 2010年12月24日 - MISAO 淫辱忍法伝
- 2011年3月25日 - 虜囚市場 〜罠に嵌められたエルフの女将校〜
- 2011年6月17日 - 魔法少女フェアリーナイツ
- 2012年7月20日 - Monsters Survive 負ければモンスターに生殖される
- 2011年9月16日 - 対魔忍ユキカゼ
- 2011年10月21日 - 俺と冴子さんと寝取られメール
- 2011年12月23日 - 堕ちる人妻
- 2012年1月31日 - 雷光の退魔師ナナホ 限定パック PCゲーム+ビジュアルBOOK&CD - （セット版[注釈 5]。パッケージ発売）
- 2012年2月24日 - 鋼殻のアイ 潜在意識へのメス豚刻印
- 2012年4月27日 - LILITH-IZM08 のぶしと黒IZM
- 2012年4月27日 - “汁だく”のぶしとBLACK BOX - （セット版[注釈 6]。パッケージ発売）

- 2012年9月21日 - 魔法少女ルキフェル桜花
- 2013年2月22日 - 妻ネトリ 〜女教師の調教日誌〜 - （2018年3月16日にアニメ化発売）
- 2013年5月24日 - 魔法少女カナタTS
- 2013年6月21日 - 女剣闘士ミネルヴァ モンスターコロッセオ[23]
- 2013年8月23日 - 陰陽騎士トワコ 蛇神の淫魔調教
- 2014年3月21日 - 漂流艦獄クロノス
- 2014年4月25日 - 対魔聖甲アリス
- 2015年4月24日 - 対魔忍ユキカゼ ANIMATION
- 2015年5月29日 - 対魔忍ユキカゼ2
- 2015年9月25日 - 対魔忍 紅
- 2016年7月29日 - 堕ちる人妻 Animation
- 2016年12月23日 - 僕のエルフお姉さん
- 2018年8月31日 - 対魔忍アサギZERO
- 2018年10月19日 - 正義の変身ヒロインを支える俺と悪の女幹部
- 2019年4月26日 - ママは対魔忍
- 2019年7月26日 - 対魔忍ユキカゼ2 Animation
- 2020年11月27日 - 陰陽騎士トワコ 蛇神の淫魔調教 Animation

## ANIME LiLiTH
「BLACK LiLiTH」と同様の作風を持ち、特にアニメーション演出にこだわった作品を取り扱うレーベル。
同系列の「Pixy」レーベル系にて、『監獄戦艦』、『輪姦倶楽部』（アニメ版タイトルは『りんかん倶楽部』）などがアニメ化されている。また、同系列の「ZIZ」レーベル系にて、『監獄戦艦』が実写化されている。

### ANIME LiLiTHの作品一覧
（日付：）
- 2005年9月9日 - 姫騎士リリア 〜魔触の王城に堕つ〜 完全版
- 2006年9月16日 - 対魔忍アサギ 完全版
- 2007年3月23日 - 監獄戦艦 〜非道の洗脳改造航海〜
- 2008年3月21日 - 輪姦倶楽部
- 2010年7月23日 - 監獄戦艦2 要塞都市の洗脳改造
- 2011年2月18日 - LILITH-IZM06 〜デジアニメwithリリー&リリア外伝〜
- 2011年11月25日 - 対魔忍アサギ PREMIUM BOX - （セット版。パッケージ発売）
- 2011年11月25日 - 対魔忍アサギ2 淫謀の東京キングダム 完全版 - （ダウンロード発売）
- 2012年5月25日 - カーラ The Blood Lord
- 2012年10月26日 - 鋼殻のアイ 潜在意識へのメス豚刻印 完全版 - （ダウンロード発売）
- 2012年12月28日[25] - 対魔忍アサギ3
- 2013年10月25日 - 監獄戦艦 PREMIUM BOX - （セット版。パッケージ発売）
- 2013年10月25日 - 監獄戦艦2 要塞都市の洗脳改造 完全版 - （ダウンロード発売）
- 2013年12月25日 - 監獄戦艦3 熱砂の洗脳航路
- 2017年9月1日 - 監獄アカデミア

## LiLiTH MIST
ダーク・ファンタジー色とライト・ファンタジー色の入り混じった、独特な雰囲気の伝奇系の作品を取り扱うレーベル。
同系列の「Pixy」レーベルにて、『シオン』、『彷徨う淫らなルナティクス』、『Tentacle and Witches』などがアニメ化されている。

### LiLiTH MISTの作品一覧
（日付：）
- 2006年6月28日 - AYAME 〜人形婬戯〜
- 2007年4月20日 - シオン 残酷な魔法の天使
- 2007年11月9日 - KANAGI 〜淫夢学園〜
- 2008年7月25日 - 彷徨う淫らなルナティクス 〜月の姫お伽草子〜
- 2009年7月24日 - Tentacle and Witches

## LO-LILITH
「りとるなおんなのこ」というコンセプトに基づき、可愛らしい少女をテーマとした作品を取り扱うレーベル。

### LO-LILITHの作品一覧
（日付：）
- 2013年5月10日 - ゆずみなつ

## 売り上げランキング
リリスでは、公式HPにて「LiLiTHゲームランキング」を発表する特設ページを設置。前月の月間ランキングおよび前年の年間総合ランキングが第10位まで公開されている。
2013年（集計期間：2013年1月1日 ～ 2013年12月31日）
1位 魔降ル夜ノ凜（ダウンロード版：2013年3月22日発売、パッケージ版2013年3月29日発売）
2位 陰陽騎士トワコ 蛇神の淫魔調教（ダウンロード版：2013年8月23日発売、パッケージ版2013年8月30日発売）
3位 監獄戦艦3 熱砂の洗脳航路（ダウンロード版：2013年12月25日発売、パッケージ版2013年12月30日発売）
4位 妻ネトリ 〜女教師の調教日誌〜（ダウンロード版：2013年2月22日発売、パッケージ版2013年3月1日発売）
5位 魔法少女ルキフェル桜花（ダウンロード版：2013年9月21日発売、パッケージ版2013年9月28日発売）
6位 女剣闘士ミネルヴァ モンスターコロッセオ（ダウンロード版：2013年6月21日発売、パッケージ版2013年6月28日発売）
7位 受精してよ千鶴さん! 〜人妻と恋するひと夏〜（ダウンロード版：2013年7月20日発売、パッケージ版2013年7月28日発売）
8位 魔法少女カナタTS（ダウンロード版：2013年5月24日発売、パッケージ版2013年5月31日発売）
9位 [対魔忍アサギ3・通常版（パッケージ版2013年7月26日発売）
10位 対魔忍ユキカゼ・通常版（ダウンロード版：2011年9月16日発売、パッケージ版2011年11月11日発売）
2012年（集計期間：2012年1月1日 ～ 2012年12月31日）
1位 カーラ The Blood Lord・通常版（ダウンロード版：2012年5月25日発売、パッケージ版2012年6月1日発売）
2位 鋼殻のアイ 潜在意識へのメス豚刻印（ダウンロード版：2012年2月24日発売、パッケージ版2012年3月10日発売）
3位 魔法少女フェアリーナイツ（ダウンロード版：2012年6月17日発売、パッケージ版2012年6月24日発売）
3位 Monsters Survive 負ければモンスターに生殖される・通常版（ダウンロード版：2012年7月20日発売、パッケージ版2012年7月27日発売）
4位 Monsters Survive 負ければモンスターに生殖される・通常版（ダウンロード版：2012年7月20日発売、パッケージ版2012年7月27日発売）
4位 褐色アナメイト 〜桃尻っ娘を堕とせ♪〜（ダウンロード版：2012年3月23日発売、パッケージ版2012年3月30日発売））
5位 魔法少女ルキフェル桜花（ダウンロード版：2012年9月21日発売、パッケージ版2012年9月28日発売）
6位 カーラ The Blood Lord・初回スペシャル版（パッケージ版2012年6月1日発売）
7位 堕ちる人妻（ダウンロード版：2011年12月23日発売、パッケージ版2011年12月30日発売）
8位 Monsters Survive 負ければモンスターに生殖される・初回限定版（パッケージ版2012年7月27日発売）
9位 対魔忍アサギ3・初回限定版（パッケージ版2013年12月28日発売）
10位 LILITH-IZM08 のぶしと黒IZM（ダウンロード版：2012年4月27日発売、パッケージ版2012年4月27日発売）
※2012年ランキングの第3位と第4位に関しては、発表時期により差異が見られるため、それぞれの出典とともに併記した。